# O reinste der schepselen

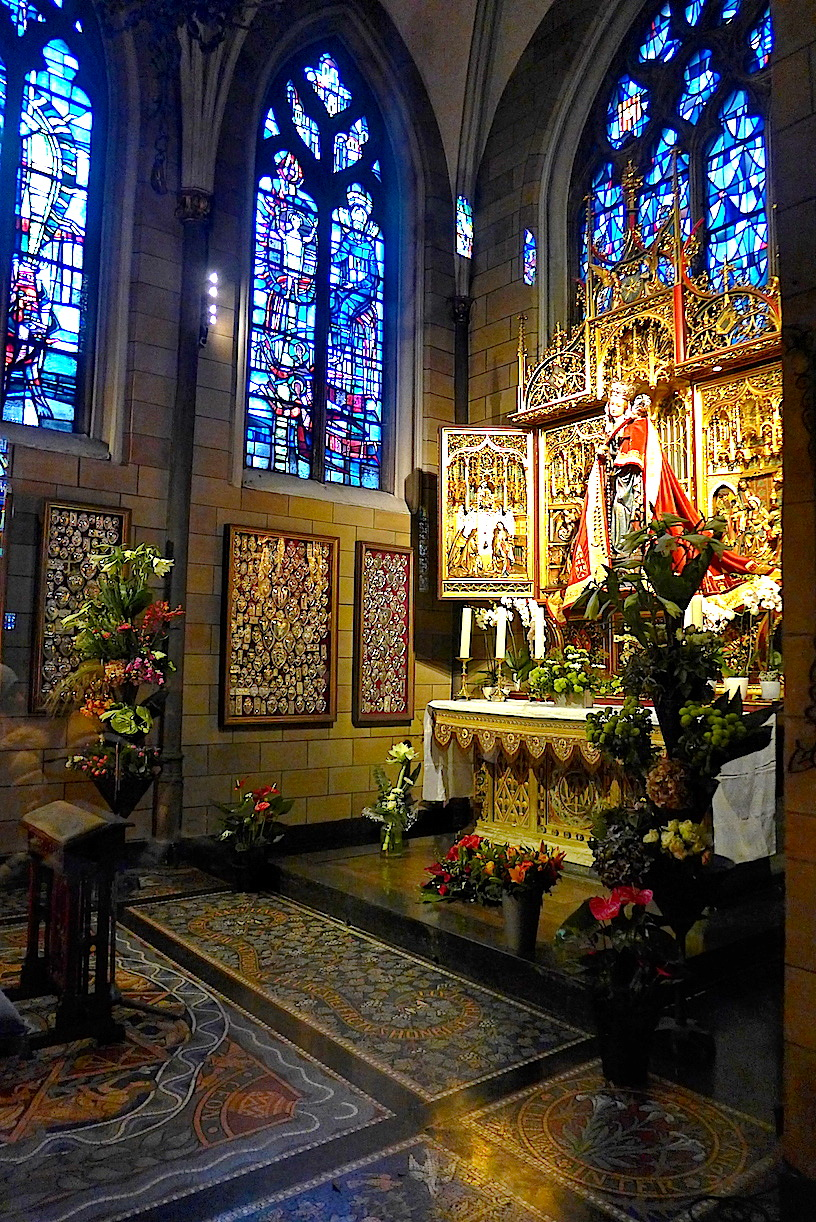
Maastricht: kapel van Maria, Sterre der Zee

O reinste der schepselen, ook wel – naar het refrein – O Sterre der Zee of Lied van de Sterre der Zee genoemd, is een aan Maria, Sterre der Zee gewijde hymne in de Rooms-Katholieke Kerk. Het lied is met name bij katholieken in Maastricht en Limburg populair; in Maastricht wordt het nog steeds veelvuldig gezongen tijdens processies en tijdens missen in de Onze-Lieve-Vrouwebasiliek, waar zich de kapel van de Sterre der Zee bevindt.

## Geschiedenis
Lange tijd was onduidelijk wie de componist en de tekstdichter waren van deze hymne. Tot voor kort was alleen zeker dat de eerste gepubliceerde tekst van het lied dateert uit 1912. Toen vond in Maastricht een Mariacongres plaats en ter gelegenheid daarvan werd een krantje uitgegeven, de Sterre der Zee Bode en daarin is de tekst van het lied te lezen. Hoewel het lied daarna werd opgenomen in verschillende liedbundels van de Katholieke Kerk, alsook in lyrae van katholieke studentenverenigingen, werd er nooit een auteur of componist bij genoemd. Later is bekend geworden dat de Nederlandse tekst van de hand van de Limburgse schrijfster Marie Koenen is. Ze schreef de woorden op de melodie van een bestaande Engelse hymne van de componist Henri Frederick Hemy, getiteld Sweet star of the sea. Dit lied werd in 1864 voor het eerst gepubliceerd in de bundel Crown of Jesus met een tekst van de theoloog Frederick William Faber.

## Tekst
O reinste der scheps'len, O Moeder en Maagd,
Gij, die in uw armen het Jezuskind draagt,
Maria, aanhoor onze vurige beê,
Geleid ons door 't leven, o Sterre der zee.
O Sterre der zee, o Sterre der zee,
geleid ons door 't leven, o Sterre der zee.
Bedreigen ons noodweer of storm op onz' baan,
Is 't scheepj' onzer ziel in gevaar te vergaan,
Bedaar, o Maria, de storm op uw beê,
Stort hoop ons in 't harte, o Sterre der zee;
O Sterre der zee, o Sterre der zee,
stort hoop ons in 't harte, o Sterre der zee.
Maria, als gij onze schreden geleidt,
Schenkt gij ons uw licht en uw zegen altijd,
Dan landen wij veilig ter hemelse reê,
En danken u eeuwig, o Sterre der zee;
O Sterre der zee, o Sterre der zee,
en danken u eeuwig, o Sterre der zee.